# Cyrtochilum tetracopis
Cyrtochilum tetracopis är en orkidéart som först beskrevs av Heinrich Gustav Reichenbach, och fick sitt nu gällande namn av Friedrich Fritz Wilhelm Ludwig Kraenzlin. Cyrtochilum tetracopis ingår i släktet Cyrtochilum, och familjen orkidéer. Inga underarter finns listade i Catalogue of Life.